# Julie Harris (diseñadora de vestuario)
Diana Julie Harris (Londres, 26 de marzo de 1921 - 30 de mayo de 2015) conocida como Julie Harris, fue una sastre y diseñadora de vestuario para el cine británica.

## Biografía
Julie Harris debuta como diseñadora de vestuario en el cine en 1947 y colabora hasta 1981 en 83 películas, sobre todo británicas (más algunas estadounidense o coproducciones). Sus vestuarios más conocidos son los de Deborah Kerr (en Eye of the Devil el 1966) y David Niven, y trabaja con directores como Ken Annakin, Bryan Forbes o Lewis Gilbert, entre otros.
En la televisión, contribuye en cinco telefilmes en la década de los 80 y se retira en 1991. En el transcurso de su carrera, Julie Harris obtiene cinc nominaciones al BAFTA al mejor vestuario (y gana uno), así como un Óscar al mejor vestuario en 1965.

## Filmografía

### Cinema (selección)
Films britànics, excepto mención contraria o complementaria
| - 1947 Holiday Camp de Ken Annakin - 1948 Broken Journey de Ken Annakin i Michael C. Chorton - 1948 Muchachas en libertad (Good-Time Girl) de David MacDonald - 1949 Once upon a Dream de Ralph Thomas - 1950 Armas secretas (Highly Dangerous) de Roy Ward Baker - 1950 Trágica obsesión (The Clouded Yellow) de Ralph Thomas - 1951 El pato atómico (Mister Drake's Duck) de Val Guest - 1951 Hotel Sahara de Ken Annakin - 1951 Veneno para tus labios (Another Man's Poison) de Irving Rapper - 1952 Made in Heaven de John Paddy Carstairs - 1952 Yo no soy una heroína (So Little Time) de Compton Bennett - 1953 Sesenta segundos de vida (The Red Beret) de Terence Young - 1953 The Net de Anthony Asquith - 1953 Momento desesperado (Desperate Moment) de Compton Bennett - 1954 You know what Sailors are de Ken Annakin - 1954 Infierno bajo cero (Hell below Zero) de Mark Robson - 1954 El valle de los maoríes (The Seekers) de Ken Annakin - 1955 The Prisoner de Peter Glenville - 1955 Value for Money de Ken Annakin - 1955 La silla vacía (Cast a Dark Shadow) de Lewis Gilbert - 1955 Simón y Laura (Simon and Laura) de Muriel Box - 1956 It's a Wonderful World de Val Guest - 1956 House of Secrets de Guy Green - 1956 Proa al cielo (Reach for the Sky) de Lewis Gilbert - 1957 La historia de Esther Costello (The Story of Esther Costello) de David Miller - 1957 Siete truenos (Seven Thunders) de Hugo Fregonese - 1958 La rubia y el sheriff (The Sheriff of Fractured Jaw) de Raoul Walsh (coproducción EE. UU. Gran Bretaña) - 1958 La gitana y el caballero (The Gypsy and the Gentleman) de Joseph Losey - 1958 The Big Money de John Paddy Carstairs - 1959 Whirpool de Lewis Allen - 1959 Sapphire de Basil Dearden - 1959 The Rough and the Smooth de Robert Siodmak | - 1959 Northwest Frontier de J. Lee Thompson - 1960 Los robinsones de los mares del Sur (Swiss Family Robinson) de Ken Annakin (EE.UU.) - 1961 Despertar a la vida (The Greengage Summer) de Lewis Gilbert - 1961 Sombras de sospecha (The Naked Edge) de Michael Anderson (coproducción EE.UU. Gran Bretaña) - 1962 All Night Long de Basil Dearden - 1963 Al volante y a lo loco (The Fast Lady) de Ken Annakin - 1964 A Hard Day's Night de Richard Lester - 1964 Mujer sin pasado (The Chalk Garden) de Ronald Neame - 1965 Darling de John Schlesinger - 1965 Help! de Richard Lester - 1966 Eye of Devil de J. Lee Thompson - 1966 La caja de las sorpresas (The Wrong Box) de Bryan Forbes - 1967 Casino Royale de Val Guest, John Huston & al. (coproducción EE.UU. Gran Bretaña) - 1967 The Whisperers de Bryan Forbes - 1968 ¡Prudencia...! Prudencia (Prudence and the Pill) de Fielder Cook y Ronald Neame - 1968 Angustia mortal (Deadfall) de Bryan Forbes - 1969 Adiós, Mr. Chips (Goodbye, Mr. Chips) de Herbert Ross (EE.UU.) - 1970 La vida privada de Sherlock Holmes (The Private Life of Sherlock Holmes) de Billy Wilder - 1972 Frenesí (Frenzy) de Alfred Hitchcock - 1972 Follow Me ! de Carol Reed - 1973 Viv y deja morir (Live and Let Die) de Guy Hamilton - 1975 Rollerball de Norman Jewison (film estatunidenc) - 1975 La tierra olvidada por el tiempo (The Land that Time Forgot) de Kevin Connor (coproducción EE.UU. Gran Bretaña) - 1976 La zapatilla y la rosa: La historia de Cenicienta (The Slipper and the Rose: The Story of Cinderella) de Bryan Forbes - 1977 El secreto del castillo (Candleshoe) de Norman Tokar - 1978 The Sailor's Return de Jack Gold - 1979 Drácula de John Badham (coproducción EE.UU. Gran Bretaña) - 1979 Lost and Found de Melvin Frank - 1981 El Gran Golpe de los Teleñecos (The Great Muppet Caper) de Jim Henson |

### Televisión
- 1983 The Sign of Four de Desmond Davis
- 1983 The Kingfisher de James Cellan Jones
- 1983 The Hound of the Baskervilles de Douglas Hickox
- 1984 Arch of Triump de Waris Hussein
- 1987 A Hazard of Hearts de John Hough
- 1991 A Perfect Hero, fulletó de James Cellan Jones

## Premios y distinciones
Premios Óscar
| Año  | Categoría                                  | Película | Resultado |
| ---- | ------------------------------------------ | -------- | --------- |
| 1966 | Mejor diseño de vestuario - Blanco y negro | Darling  | Ganadora  |